# Cylisticus racovitzai
Cylisticus racovitzai är en kräftdjursart som beskrevs av Albert Vandel 1957. Cylisticus racovitzai ingår i släktet Cylisticus och familjen Cylisticidae. Inga underarter finns listade i Catalogue of Life.